# SG W98/Waspo Hannover
El SG W98/Waspo Hannover es un club acuático alemán en la ciudad de Hannover.
Las especialidades que se practican en el club son la natación y el waterpolo.

## Historia
El equipo surge de una asociación en 2003 de dos equipos: el Waspo Hannover-Linden y el Wasserfreunde Hannover 1898.
El Waspo Hannover-Linden surgió en 1913 bajo el nombre de Welle (Onda). 
El Hannover 98 fue fundado en 1898.

## Palmarés
- 9 veces campeón de la liga de Alemania de waterpolo masculino (1921, 1922, 1923, 1927, 1936, 1937, 1938 y 1948 como Hannover98) y (1993 como Waspo Hannover-Linden)
- 2 veces campeón de la copa de Alemania de waterpolo masculino (1998 y 2003 como Waspo Hannover-Linden)